# Генар, Нидия
Ни́дия Линне́тт Гена́р (англ. Nidia Lynnette Guenard; 12 марта 1979, Хьюстон, Техас, США) — бывшая американская женщина-рестлер и валет, известная выступлениями в World Wrestling Entertainment (WWE) под именем Ни́дия. Она проработала в компании до 2004 года.
Вместе с Мэйвеном является победительницей первого сезона WWE Tough Enough.

## Карьера
Нидия дебютировала на SmackDown! 6 июня 2002 года, в закулисном сегменте с Ураганом (который был её сюжетным экс-бойфрендом) и Джейми Ноблом. Нобл и Нидия затем стали сюжетной парой, исполняющий роли «trailer trash» — бедных людей, живущих в трейлере.

## Личная жизнь
Нидия состоит в фактическом браке. У пары есть дочь — Лилит Фэй Даль Боско (род. в апреле 2007).